# Petar Višić
Petar Višić (Spalato, 11 febbraio 1998) è un pallavolista croato, palleggiatore del Corona Brașov.

## Carriera

### Club
La carriera di Petar Višić inizia nella stagione 2014-15 quando viene ingaggiato dal Mladost Kaštela, nella Superliga croata: in cinque annate di permanenza vince tre scudetti e la Coppa di Croazia 2017-18. Per l'annata 2019-20 si trasferisce all'HAOK Mladost, sempre nella massima divisione, aggiudicandosi due campionati e la coppa nazionale 2021-22.
Nella stagione 2022-23 si trasferisce in Italia per difendere i colori dell'Milano, in Superlega, mentre in quella successiva si accasa al club rumeno della Dinamo Bucarest, in Divizia A1, conquistando il campionato: milita nella stessa categoria anche per l'annata 2025-26, vestendo la maglia del Corona Brașov.

### Nazionale
Nel 2016 viene convocato nella selezione croata under 20.
Nel 2018 ottiene le prime convocazioni nella nazionale maggiore, con cui nello stesso anno conquista la medaglia d'oro all'European Silver League. Nel 2022 mette al collo il bronzo all'European Golden League e l'oro ai XIX Giochi del Mediterraneo, mentre nel 2023 è nuovamente di bronzo all'European Golden League, competizione nella quale conquista l'argento nell'edizione 2024.

## Palmarès

### Club
- Campionato croato: 5

2014-15, 2015-16, 2016-17, 2020-21, 2021-22
- Campionato rumeno: 1

2024-25
- Coppa di Croazia: 2

2017-18, 2021-22

### Nazionale (competizioni minori)
- European Silver League 2018
- European Golden League 2022
- Giochi del Mediterraneo 2022
- European Golden League 2023
- European Golden League 2024